# 利奧尼達斯·J·吉巴斯
利奧尼達斯·約翰·吉巴斯（英語：Leonidas John Guibas）是史丹佛大學電腦科學與電子工程保羅·皮戈特教授。他是計算機科學系幾何計算小組的負責人。
吉巴斯於1976年獲得史丹佛大學博士學位。同年，他擔任ACM計算幾何研討會的專案主席。吉巴斯是ACM和IEEE會士，2007年被授予ACM-AAAI艾倫紐厄爾獎，以表彰其在「將演算法應用於廣泛的計算機科學學科方面做出的開創性貢獻」。2017年，他獲選為美國國家工程院院士。2018年，他獲選為美國文理科學院院士。2022年，他獲選為美國國家科學院院士。

## 研究工作
吉巴斯的研究成果包括手指樹、紅黑樹、分數級聯、德勞內三角剖分的吉巴斯-斯托菲演算法、點定位的最佳資料結構、表示平面細分的四邊資料結構、大都會輕型傳輸以及追蹤運動中物體的動力學數據結構。最近，他專注於使用深度神經網路進行形狀分析和電腦視覺。由於與鮑里斯·阿羅諾夫（Boris Aronov）、安德魯·奧德里茲科、亞諾什·保奇、理查德·M·波拉克（Richard M. Pollack）、塞邁雷迪·安德烈和儲楓的合作，他的艾狄胥數為2。

## 外部連結
- Guibas laboratory （页面存档备份，存于）
- Detection of Symmetries and Repeated Patterns in 3D Point Cloud Data （页面存档备份，存于）, videolecture by Guibas
- 由Google学术搜索索引的利奧尼達斯·J·吉巴斯出版物